# Энтандрофрагма
Энтандрофра́гма (лат. Entandrophragma) — род листопадных деревьев, представители которого произрастают только в Тропической Африке. Относится к семейству Мелиевые (Meliaceae). Состоит из 10—12 видов, некоторые из которых имеют охранный статус «уязвимые».
Ареал рода охватывает бо́льшую часть Западной, Центральной, Восточной и Южной Африки. Здесь представители рода — вместе с некоторыми другими родами мелиевых — нередко доминируют в верхнем ярусе вечнозелёных и листопадных лесов. В род входят двудомные растения с перистыми листьями и крупными сложными соцветиями. Цветки пятилепестковые. Плод — коробочка. В системе мелиевых филогенетически наиболее близкими к роду Entandrophragma являются роды Cedrela и Toona.
На рынке древесина энтандрофрагмы фигурирует в составе группы махагони и для ряда стран Тропической Африки является важным предметом экспорта. Кора энтандрофрагмы находит разнообразное применение в народной медицине, а изучение продуцируемых представителями этого рода биологически активных соединений обнаружило их инсектицидную активность вместе с антибактериальными, противовирусными, противогрибковыми и, возможно, противораковыми свойствами.

## Название

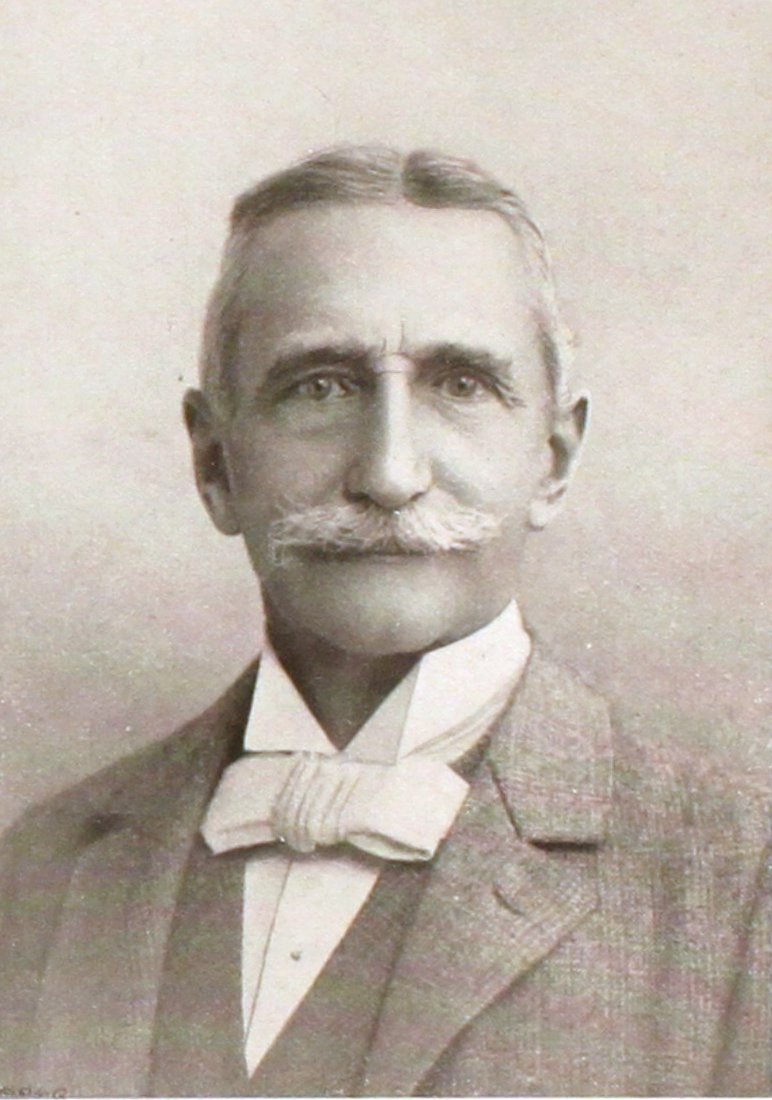
Казимир Декандоль

Род Entandrophragma был впервые выделен швейцарским ботаником Казимиром Декандолем в 1894 году, когда он перенёс вид, описанный в 1859 году Фридрихом Вельвичем как Swietenia angolensis, из рода Swietenia в отдельный род. Название рода Декандоль выбрал с учётом того, что тычинки в цветке растения срастаются в тычиночную трубку, нижняя часть которой разделена перегородками на небольшие отделения; оно произведено от др.-греч. ἐν ‘в’, ἀνήρ (родительный падеж ἀνδρός) ‘мужчина’ (в данном случае это слово указывает на андроцей цветка) и φράγμα ‘разделение, отделение, перегородка’.

## Распространение
Представители рода Энтандрофрагма произрастают в вечнозелёных и листопадных влажных и сухих лесах Тропической Африки. В Западной Африке совокупный ареал рода охватывает практически всю зону тропических лесов гвинейского региона — от Гвинеи на западе до Камеруна и Экваториальной Гвинеи на востоке. В Центральной Африке он простирается от ЦАР на севере до Анголы и Замбии на юге (захватывая при этом и крайний северо-запад Намибии). В Восточной Африке ареал рода тянется от Южного Судана и западных районов Кении на севере до Мозамбика на юге (но практически не выходит на побережье Индийского океана). Наконец, в Южной Африке энтандрофрагма произрастает на северо-востоке региона — в Зимбабве и Эсватини, а также в смежных районах Ботсваны и ЮАР.
Наряду с представителями родов Khaya и Lovoa, также относящихся к семейству мелиевых, виды рода Entandrophragma доминируют в верхнем ярусе горных тропических африканских лесов.

## Описание
Все представители рода Энтандрофрагма — деревья, достигающие в высоту 40—50 м и более. В октябре 2016 года коллектив германских и швейцарских ботаников опубликовал исследование, согласно которому экземпляр энтандрофрагмы высокой (Entandrophragma excelsum), растущий в горном массиве Килиманджаро, является самым высоким деревом Африки, достигая в высоту 81,5 метра. Возраст дерева оценивается более чем в 470 лет.

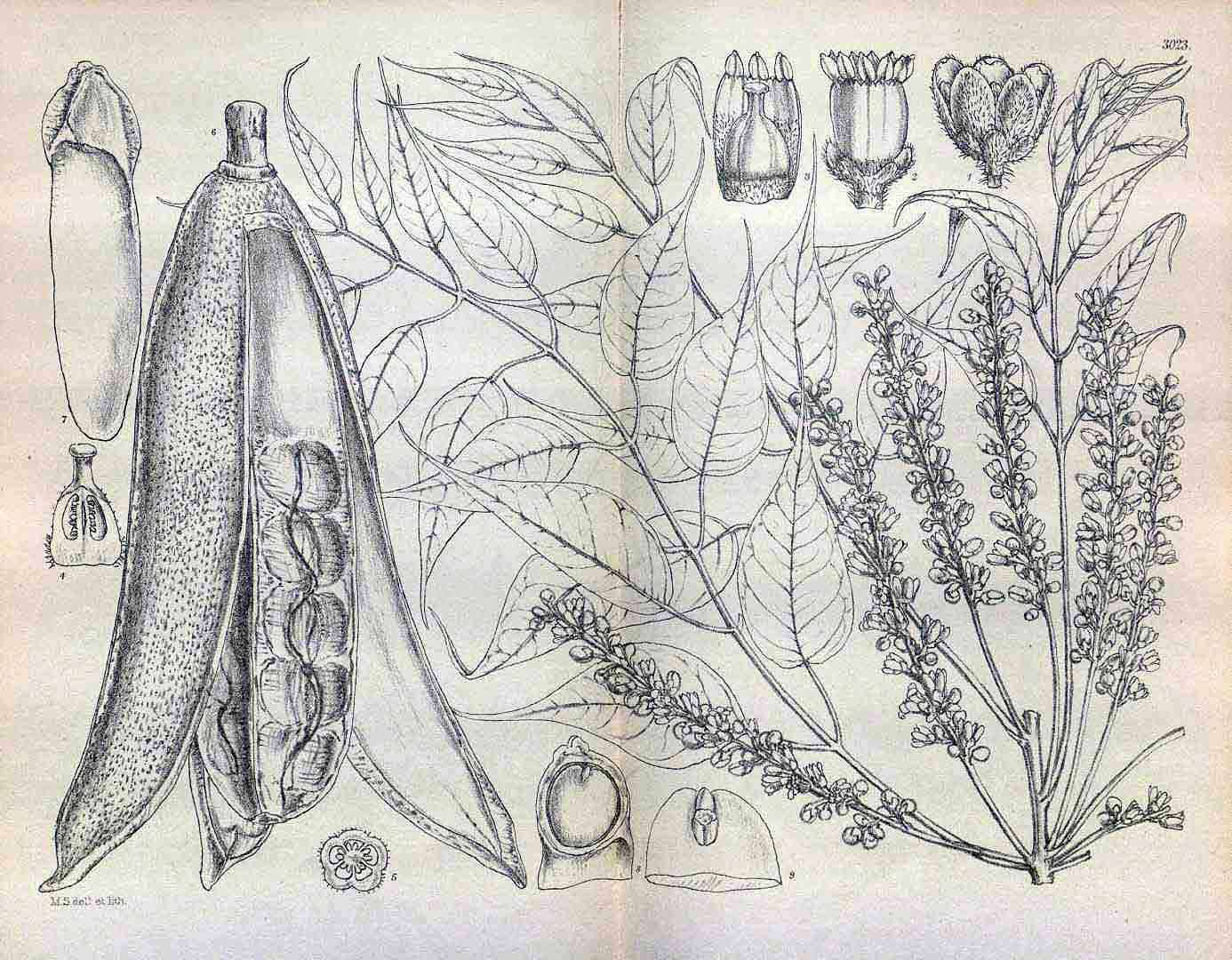
Entandrophragma caudatum. Ботаническая иллюстрация Матильды Смит из собрания иллюстраций Icones Plantarum (1915)

Двудомные растения. Листья обычно парноперистые (иногда встречаются непарноперистые), листочки их цельные (гладкие или с простыми волосками).
Соцветия — крупные, комбинированные неоднородные (тирсы). Чашечка сростнолистная, край её цельный или же разделён на 5 острых лопастей. Венчик состоит из 5 желтоватых лепестков около 2 мм длиной. Нектарный диск у мужских цветков подушковидный, число тычинок равно 10, причём они срастаются в трубку, соединённую с диском 10 или 20 короткими гребнями или перегородками. Тычиночные трубки имеют кувшинчатую или бокалообразную форму, край их цельный или рассечённый (слегка или достаточно глубоко). У женских цветков нектарный диск редуцирован в слабо различимую припухлость у основания завязи. Завязь 5-гнёздная, в каждом гнезде находится от 4 до 12 семязачатков.
Плод представляет собой продолговатую пятисекционную септифрагную коробочку сигарообразной, веретеновидной, цилиндрической или булавовидной формы. Центральная колонка коробочки пятигранная и простирается до верхушки последней. Размеры плода варьируют: например, у плода E. cylindricum они составляют 6—14 см на 2,5—4 см, у E. utile — 14—28 см на 4,5—7 см. На одно гнездо завязи приходится от 3 до 9 семян, каждое из которых прикреплено к центральной колонке, а на конце снабжено крылышком; остаточный эндосперм представлен тонким слоем. Семена заметно различаются по своей длине даже у представителей одного и того же вида; так, у E. candollei она изменяется в пределах от 5 до 12 см. У зародыша две тонкие семядоли, а зародышевый корешок выдаётся в боковом направлении.
Хромосомный набор: 2n = 36 или 2n = 72.

## Систематическое положение
Род Entandrophragma входит в подсемейство Cedreloideae семейства мелиевых (Meliaceae). В этом подсемействе он представляет собой сестринскую группу для клады, образованной родами Cedrela и Toona (и обычно выделяемой в трибу Cedreleae), отделившуюся от данной клады примерно 30 млн лет тому назад.

## Виды

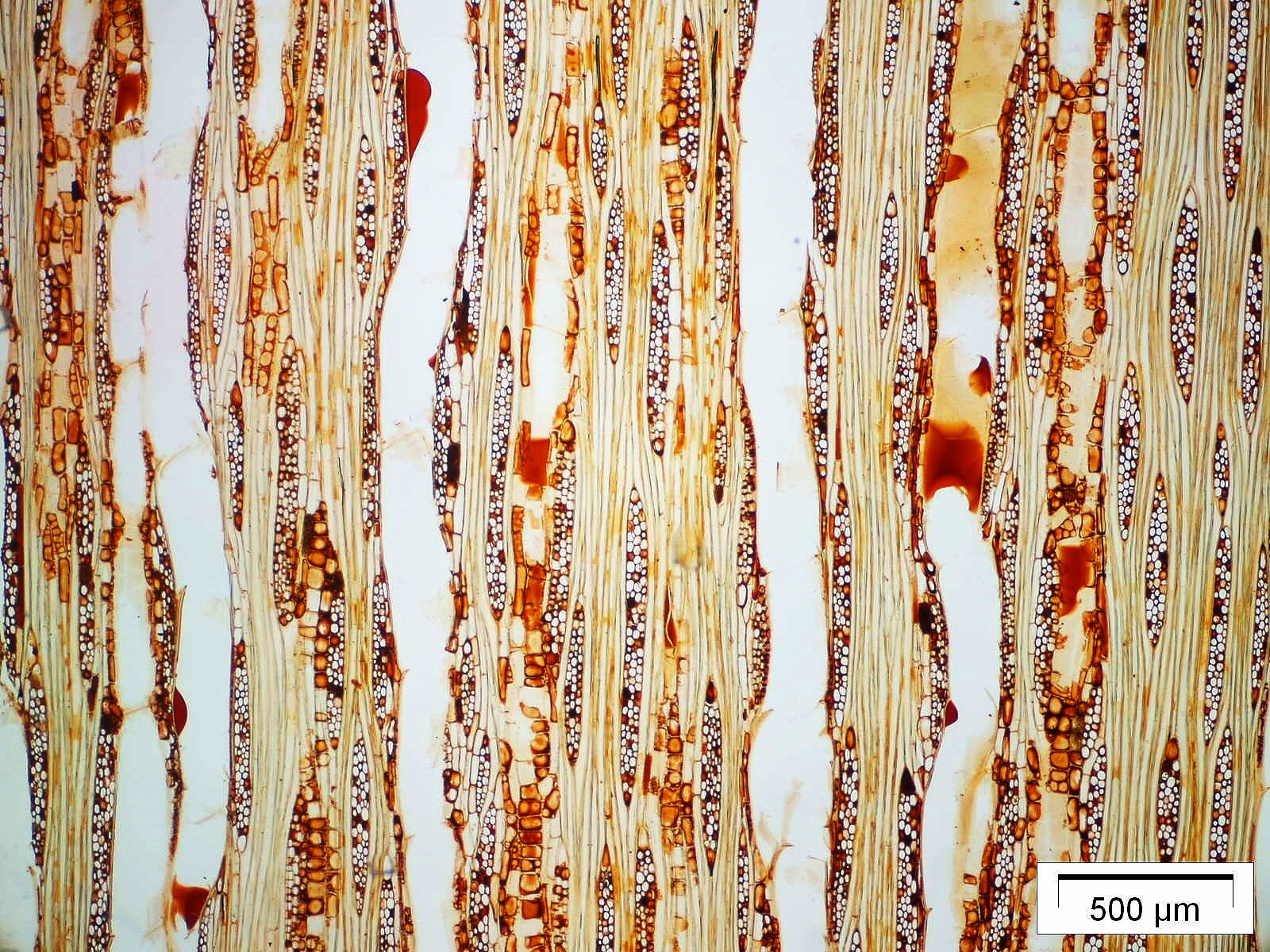
Древесина Entandrophragma angolense
(вид под микроскопом)

По современным представлениям, в составе рода Энтандрофрагма насчитывают 10 видов (иногда указывается 11 или 12 видов). Ниже приведён их перечень по информации базы данных Catalogue of Life:
- E. angolense[исп.] (Welw.) C.DC.typus[22][23] — Энтандрофрагма ангольская, или тиама[5] — вид, широко распространённый в тропической Африке (от Гвинеи и Анголы на западе до Южного Судана и западных районов Кении на востоке)[24]. Листья крупные, каждый из них состоит из 8(14)—20(22) продолговатых листиков от 7 до 28 см длиной. Соцветия до 40 см длиной, а отдельные цветки имеют в длину 4—5 мм, зеленовато-белые. Плоды — цилиндрические коробочки длиной 11—22 см и диаметром 3—5 см, цвет — от коричневого до чёрного; семена — от 6 до 9,5 см длиной[25][26]. Листопадное дерево, в высоту достигающее 50 м; отличается стройным прямым стволом (диаметром до 2,5 м), ветвящимся лишь начиная с высоты 20—23 м. В некоторых случаях сильно развитые досковидные корни поднимаются по стволу до высоты 6 м. Красная древесина этого дерева, темнеющая на свету, прочна и хорошо полируется; её используют в мебельном производстве, для отделки интерьеров и изготовления фурнитуры. Кора служит для получения коричневой краски[5][27].
- E. bussei[швед.] Harms ex Engl. — произрастает в Танзании и Бурунди. Дерево, достигающее 10—20 м в высоту[28][29]. Древесина красновато-коричневая, тяжёлая; хорошо обрабатывается, но плохо держит гвозди. Её используют в строительстве, для отделки интерьеров, токарных работ, изготовления фурнитуры, ящиков и фанеры[30].
- E. candollei[исп.] Harms — Энтандрофрагма Кандолля, или косипо[5] — произрастает в тропической Африке (от Гвинеи на западе до Демократической Республики Конго на востоке)[31]. Листья имеют черешок длиной 7—20 см, причём каждый лист состоит из 10—20 продолговатых листиков от 5 до 18 см длиной. Соцветия до 30 см длиной, а отдельные цветки имеют цветоножку длиной до 3 мм и зеленовато-белые лепестки длиной 6—7 мм. Плоды — цилиндрические коробочки длиной 17—23 см и диаметром 3—5 см, фиолетово-коричневого или тёмно-коричневого цвета; семена — от 5 до 12 см длиной[15][32]. Дерево, в высоту достигающее 65 м; стройный, не ветвящийся до высоты 30 м ствол диаметром до 2 м. Древесина розовая, у старых деревьев иногда не темнеет на свету, плотная (у свежезаготовленных деревьев тонет в воде), хорошо полируется; по сравнению с сапеле менее декоративна и обычно используется для плотничных работ[5][33].

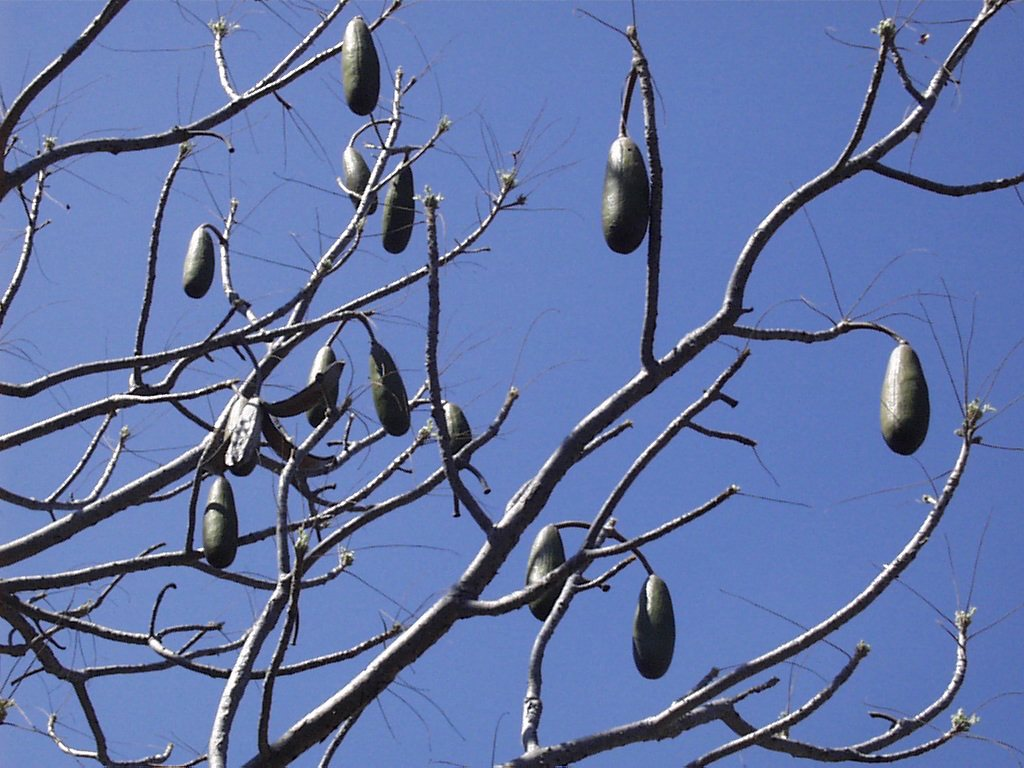
Плоды Entandrophragma caudatum
(Заповедник Лапалала, ЮАР)

- E. caudatum[англ.] (Sprague) Sprague — произрастает на юге Африки (ЮАР, Намибия, Ботсвана, Зимбабве, Эсватини, Мозамбик, Замбия, Малави)[34]. Листья до 25 см длиной, причём каждый лист состоит из 5—8 пар продолговатых листиков до 11 см длиной. Соцветия до 20 см длиной, цветки бледно-зелёного цвета с лепестками длиной 5—6 мм. Тычиночные трубки длиной 3—4 мм. Плоды — сигарообразные коробочки длиной 15—20 см и диаметром 5 см. Размеры семян: 9—10 на 2 см[35]. Дерево, составляющее в высоту от 3 до 30 м, а его ствол в диаметре доходит до 1,5 м[36]. Древесина красновато-коричневого или тёмно-коричневого цвета, умеренно тяжёлая. Используется в отдельных местностях для изготовления фурнитуры и каноэ, но её поставки ограниченны[30].

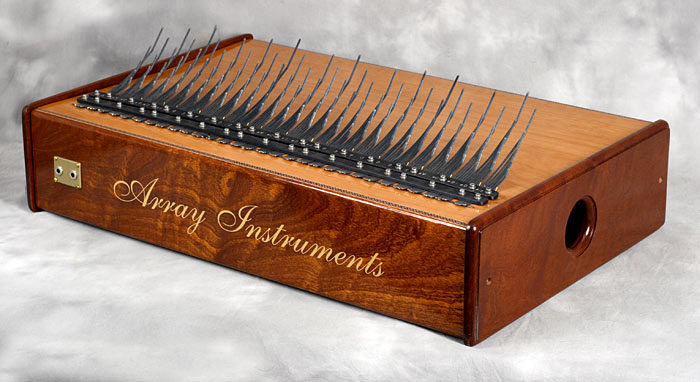
Электрическая мбира, сделанная из древесины сапеле

- E. cylindricum (Sprague) Sprague — Энтандрофрагма цилиндрическая, или сапеле[5] — широко распространено в тропической Африке (от Сьерра-Леоне на западе до Уганды на востоке)[37]. Может произрастать в более сухих местностях, чем другие виды рода Энтандрофрагма, и в большей части ареала рода представляет собой наиболее распространённый его вид. Листья имеют черешок длиной от 5 до 13 см, причём каждый из листьев состоит из 6—7 пар продолговатых листиков длиной от 4 до 15 см. Соцветие достигает в длину 25 см; цветки мелкие, жёлто-зелёные. Тычиночные трубки длиной примерно 2 мм. Плод — цилиндрическая коробочка длиной 6—14 см и диаметром от 2,5 до 4 см, цвет которой варьирует от коричневого до фиолетово-чёрного. Длина семян — от 6 до 11 см[13][38]. Листопадное дерево, в высоту достигающее 65 м, а в диаметре доходящее до 6 м. Древесина беловатая, твёрдая (как у дуба черешчатого), но не тяжёлая; ядро сначала розовое, но быстро темнеющее на свету до красно-коричневой окраски типичного красного дерева. Характерен чёткий рисунок из равномерных полос, наиболее выраженный на радиальных разрезах. Идёт на строительство кораблей и лодок, домов, на изготовление фурнитуры, применяется для отделки помещений, в мебельном производстве и столярном деле[5][39].
- E. delevoyi[швед.] De Wild. — произрастает в Замбии, на востоке Демократической Республики Конго и на юго-западе Танзании[40]. Листья имеют черешок длиной до 25 см, причём каждый лист состоит из 3—5 пар продолговатых листиков от 5 до 18 см длиной. Соцветия достигают в длину 15 см, а отдельные цветки имеют цветоножку длиной до 2 мм и лепестки длиной 5—7 мм. Тычиночные трубки длиной 5—7 мм. Плод — цилиндрическая коробочка длиной 14—16 см и диаметром 3—3,5 см. Размеры семян: 7—8,5 на 1,5 см. Дерево, достигающее в высоту 35 м, а его ствол в диаметре доходит до 1,5 м; кора серо-коричневая, гладкая[41]. Древесина умеренно тяжёлая. Используется в отдельных местностях для строительства домов, заготовки дров и производства древесного угля[42].
- E. excelsum[исп.] (Dawe & Sprague) Sprague — Энтандрофрагма высокая[43] — произрастает в центральной Африке и соседних районах (восток Демократической Республики Конго, северо-восток Замбии, север Малави, Танзания, Бурунди, Руанда, Уганда)[44]. Листья имеют черешок длиной от 9 до 23 см, причём каждый из листьев состоит из 8—16 продолговатых листиков длиной от 8 до 18 (иногда — и до 30) см. Соцветие достигает в длину 25—45 см; цветки мелкие, белые или розовато-белые. Тычиночные трубки длиной 3—4 мм. Плод — цилиндрическая коробочка длиной 12—20 см и диаметром 3—4 см, цвет которой варьирует от тёмно-коричневого до фиолетово-чёрного[30]. Дерево обычно достигает в высоту 45 м, а иногда — и более значительной величины; его ствол в диаметре доходит до 2,5 м. У его древесины цвет розовато-коричневый (для свежеспиленных деревьев), но после выдержки она становится красновато-коричневой. Древесина твёрдая, хорошо обрабатывается (но её трудно чисто сверлить, и гвозди она держит слабо); она пригодна для строительства, столярных и отделочных работ, изготовления мебели и фанеры, музыкальных инструментов и кузовов транспортных средств[45].

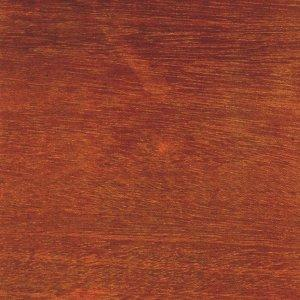
Древесина Entandrophragma utile

- E. palustre[швед.] Staner — произрастает на севере Демократической Республики Конго[46]. Дерево, достигающее в высоту 40 м. Умеренно тяжёлая красновато-коричневая древесина пригодна для строительства, столярных и отделочных работ, изготовления мебели[47].
- E. spicatum (C.DC.) Sprague — Энтандрофрагма колосистая — встречается в небольшом ареале по обоим берегам нижнего течения реки Кунене (юго-запад Анголы и северо-запад Намибии)[48][49]. Каждый из листьев состоит из 3—7 пар продолговатых листиков длиной до 11 см. Соцветия сильно обволошены. Дерево, достигающее в высоту 9—18 м, с грубой шелушащейся корой. Растёт в основном на песчаных почвах[50].
- E. utile (Dawe & Sprague) Sprague — Энтандрофрагма полезная, или сипо[5] — широко распространено в тропической Африке (от Сьерра-Леоне и Анголы на западе до Уганды на востоке)[51]. Листья имеют черешок длиной от 5 до 15 см, причём каждый из листьев состоит из 14—32 продолговатых листиков длиной от 4 до 15 см. Соцветие достигает в длину 25 см; цветки мелкие, зеленовато-белые. Тычиночные трубки длиной 3—4 мм. Плод — булавовидная коричнево-чёрная коробочка длиной 14—28 см и диаметром от 4,5 до 7 см; длина семян — от 8 до 11 см[14]. Дерево, в высоту достигающее 70 м, а в диаметре у основания доходящее до 2 м; прямой цилиндрический ствол без досковидных корней. Древесина красно-бурая; текстура из-за наличия крупных пор более редкая, чем у сапеле. Хорошо обрабатывается и полируется (после порозаполнения). Несколько уступая по ценности древесине сапеле, используется в тех же целях, а также идёт на изготовление фанеры[5][52].

В некоторых источниках рассматривают также виды E. congoense (De Wild.) A.Chev. и E. pierrei A.Chev., выделяя их из E. angolense.

## Вредители

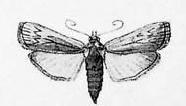
Бабочка Hypsipyla robusta

Побеги, цветки, плоды и кора деревьев рода Энтандрофрагма нередко повреждаются гусеницами бабочек вида Hypsipyla robusta из семейства огнёвок (Pyralidae). Другие виды огнёвок также представляют опасность для этих деревьев: гусеницы Eugyroptera robertsi атакуют старые деревья; бабочки Catopyla dysorphnaea откладывают свои яйца в плоды, и появившиеся на свет гусеницы питаются семенами, переползая из плода в плод; семенами (а также стенками плодов) питаются также гусеницы вида Mussidia nigrivenella.

## Охранный статус
На бо́льшей части своего ареала энтандрофрагма, в силу своей широкой распространённости в биотопах, находится в относительно благоприятном положении. Тем не менее, значительные масштабы заготовок древесины ряда её видов привели к тому, что у последних в некоторых странах отмечается значительная генетическая эрозия. В связи с этим в «Красной книге» МСОП (англ. IUCN Red List of Threatened Species) в категорию уязвимых видов занесены E. angolense, E. candollei, E. cylindricum и E. utile. В категорию видов, находящихся под наименьшей угрозой исчезновения, внесены виды E. caudatum и E. excelsum.

## Использование

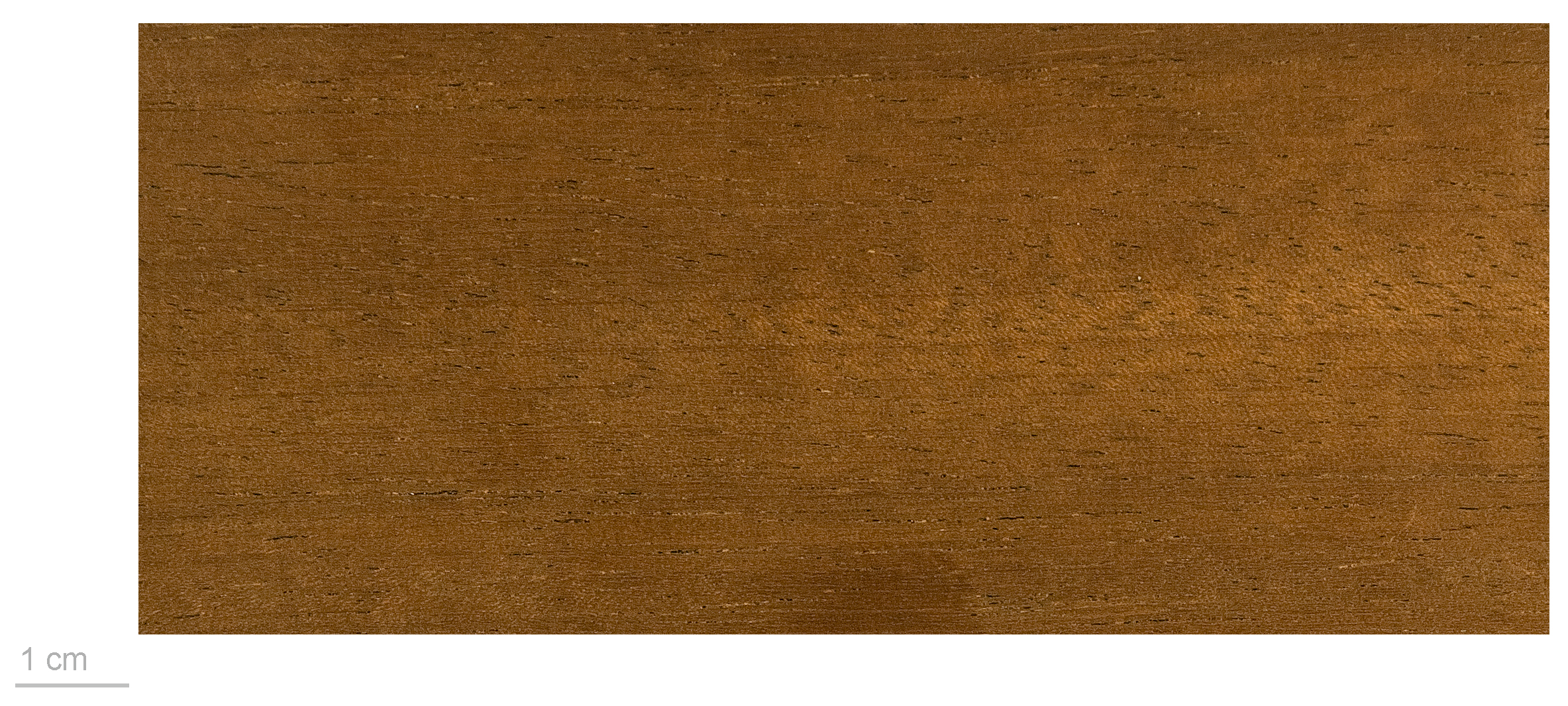
Древесина Entandrophragma candollei
(Тулузский музей)

Древесина деревьев рода фигурирует на рынке под различными названиями и служит предметом экспорта. Обычно её включают в группу махагони. Наибольший объём экспорта приходится на древесину (бревно, пиломатериалы) четырёх видов рода. В 1970-х годах ведущими экспортёрами древесины энтандрофрагмы были Кот-д’Ивуар и Гана, но позднее они уступили лидирующие позиции государствам Центральной Африки. По данным на начало 2000-х годов, относящимся к отдельным странам Африки, наиболее крупными экспортёрами были следующие государства:
- E. cylindricum (сапеле): Республика Конго (211 000 м³ бревна), Камерун (180 000 м³ пиломатериалов), ЦАР (41 000 м³ бревна, 29 000 м³ пиломатериалов);
- E. utile (сипо): Республика Конго (43 000 м³ бревна, 10 000 м³ пиломатериалов), ЦАР (8000 м³ бревна, 1000 м³ пиломатериалов);
- E. candollei (косипо): Камерун (4000 м³ бревна, 19 250 м³ пиломатериалов), Габон (2100 м³ пиломатериалов), ЦАР (1000 м³ пиломатериалов);
- E. angolense (тиама): Республика Конго (8000 м³ бревна, 2000 м³ пиломатериалов), Габон (7500 м³ пиломатериалов), Камерун (1000 м³ пиломатериалов).

Кору энтандрофрагмы используют в народной медицине: в качестве болеутоляющего средства её применяют наружно при болях в желудке, язвенной болезни, боли в ушах и области почек, при ревматизме или артрите, а отвар коры пьют для снятия жара (в частности, при малярии).
Биохимическое изучение представителей рода показало, что они продуцируют разнообразные лимоноиды — биологически активные вещества, представляющие собой модифицированные тритерпеноиды и выступающие в качестве вторичных метаболитов. Лимоноиды содержатся в листьях и коре этих деревьев; они проявляют инсектицидную активность, а также обладают антибактериальными, противовирусными, противогрибковыми и, возможно, противораковыми свойствами.